# Буков Єміліан Несторович
Єміліа́н Бу́ков (рум. Emilian Radu Bucov; за радянської доби вживалася також форма його імені з по батькові: Єміліан Несторович Буков; 8 серпня 1909, місто Кілія, тепер Одеської області — 17 жовтня 1984, Кишинів) — молдовський письменник і громадський діяч. Депутат Верховної Ради СРСР 2—3-го скликань.

## Життєпис
Народився на півдні Бессарабії, яка незабаром (1918) відійшла від Російської імперії до Румунського королівства. 1931 року закінчив гімназію імені Б. Хашдеу в Кишиневі. 1936 року закінчив літературно-філософський факультет Бухарестського університету. Брав участь у підпільному революційному русі в Румунському королівстві, проте після приєднання Бессарабії до СРСР (1940) вступив до ВКП(б) лише в 1950.
У 1945—1946 роках — голова правління Спілки письменників Молдавської РСР.
29 листопада 1947 — 12 жовтня 1951 року — заступник голови Ради міністрів Молдавської РСР.
У 1951—1954 роках — голова правління Спілки письменників Молдавської РСР.
У 1966—1971 роках — головний редактор журналу «Нистру» Спілки письменників Молдавської РСР.
Друкуватися почав іще студентом, спочатку — в румунській періодиці. Опублікував збірки поезій, в яких критикував буржуазне суспільство й закликав до бортьби з ним: «Праця кипить» (1932), «Промова сонця» (1937), «Китай» (1938). Після приєднання до СРСР почав оспівувати соціалістичну дійсність. Видав збірки віршів «Я бачу тебе, Молдавіє» (1942), «Весна на Дністрі» (1944), «Дні сьогоднішні, дні прийдешні» (1965; за цю книгу отримав 1966 року Державну премію Молдовської РСР), «Мій В'єтнам» (1966), «Дерево життя» (1974), «Червоне листя» (1979); поеми «Моя країна» (1947) та «Часи і люди»; роман у віршах «Місто Реут» (1956). Писав також прозу та драми: вийшли збірки його оповідань «Іскри серця» (1965), «Дзеркало» (1978), романи «Ростуть поверхи» (1952), «Останній тин» (1962), «Магістраль» (1969), збірка п'єс (1960). Серед його творів для дітей — казка у віршах «Андрієш» (1946), за якою Сергій Параджанов 1954 року зняв фільм на кіностудії ім. Довженка. У 1970—1973 роках вийшло п'ятитомне зібрання творів Єміліана Букова.
Україні присвятив поему «Мости дружби» (1954) та цикл віршів про Київ, оповідання «Братська могила» (про Татарбунарське повстання). З творів Тараса Шевченка, які знав іще з юнацтва, переклав «І виріс я на чужині» та інші. Українському поетові присвятив вірш «Тарас» і поему «Шевченко на Дунаї», в яких наведено чимало рядків із Шевченкових поезій, та вірш «Очі Тараса» (1964). Образ поета відображено в поемі Букова «Моцарт і Сальєрі». Перекладав також Максима Рильського. В українському перекладі вірші Букова виходили в колективних збірках «Молдавія» (1953) та «Молдовська радянська поезія» (1975), в альманасі «Сузір'я» (1974, вип. 8); серед перекладачів — Володимир Сосюра, Павло Тичина, Віктор Баранов, Борис Шлапак.
Буков є також редактором і автором передмов до молдовського видання творів Тараса Шевченка «Вибране» (Кишинів, 1961, 1964). Йому належать статті про українського поета.

## Нагороди
- Герой Соціалістичної Праці (08.08.1979)
- два ордени Леніна (11.10.1949; 08.08.1979)
- два ордени Трудового Червоного Прапора (31.08.1959; 07.08.1969)
- медалі
- Державна премія Молдавської РСР (1966)
- Народний письменник Молдавської РСР (1982)